# Complejo Endorreico de Chiclana
Complejo Endorreico de Chiclana este o arie protejată (arie specială de conservare — SAC, sit de importanță comunitară — SCI, arie de protecție specială avifaunistică — SPA) din Spania întinsă pe o suprafață de 782,26 ha, integral pe uscat.

## Localizare
Centrul sitului Complejo Endorreico de Chiclana este situat la coordonatele 36°26′44″N 6°04′32″W / 36.4456°N 6.0755°V.

## Înființare
Situl Complejo Endorreico de Chiclana a fost declarat arie de protecție specială avifaunistică în septembrie 1987 pentru a proteja 35 de specii de animale. Alte tipuri de protecție:
- sit de importanță comunitară (în aprilie 1999)
- arie specială de conservare (în ianuarie 2017)[3][5][6]

## Biodiversitate
Situată în ecoregiunea mediteraneană, aria protejată conține 9 habitate naturale: Pajiști umede mediteraneene cu ierburi înalte de Molinio-Holoschoenion, Ape puternic oligomezotrofe cu vegetație bentonică cu Chara spp., Pseudostepă cu ierburi și specii anuale de Thero-Brachypodietea, Salicornia și alte specii anuale care populează regiunile mlăștinoase și nisipoase, Dehesas cu Quercus spp. perene, Tufărișuri termo-mediteraneene și de pre-deșert, Păduri de Olea și Ceratonia, Iazuri temporare mediteraneene, Galerii și tufărișuri riverane sudice (Nerio-Tamaricetea și Securinegion tinctoriae).
La baza desemnării sitului se află mai multe specii protejate:
- păsări (33): rață sulițar (Anas acuta), rață pitică (Anas crecca), rață mare (Anas platyrhynchos), Aquila fasciata, stârc cenușiu (Ardea cinerea), rață-cu-cap-castaniu (Aythya ferina), rața moțată (Aythya fuligula), rață roșie (Aythya nyroca), pasărea ogorului (Burhinus oedicnemus),  prundaș gulerat mic (Charadrius dubius), barză albă (Ciconia ciconia), erete de stuf (Circus aeruginosus), lișiță (Fulica atra), Fulica cristata, becațină comună (Gallinago gallinago), găinușă de baltă (Gallinula chloropus), piciorong (Himantopus himantopus), pescăruș negricios (Larus fuscus), Larus michahellis, pescăruș râzător (Larus ridibundus), sitar de mâl (Limosa limosa), rață pestriță (Mareca strepera), Marmaronetta angustirostris, rață cu ciuf (Netta rufina), Oxyura leucocephala, vultur pescar (Pandion haliaetus), flamingo roz (Phoenicopterus roseus), corcodel mare (Podiceps cristatus), corcodel-cu-gât-negru (Podiceps nigricollis), Porphyrio porphyrio porphyrio, corcodel mic (Tachybaptus ruficollis), călifar alb (Tadorna tadorna), nagâț (Vanellus vanellus)
- mamifere (1): vidră de râu (Lutra lutra)
- reptile (1): Mauremys leprosa

Pe lângă speciile protejate, pe teritoriul sitului au mai fost identificate 3 specii de plante, 1 specie de păsări.